# Уряд Євгена Марчука
Уряд Євгена Марчука — 4-й Кабінет Міністрів України, що діяв в період з червня 1995 року до травня 1996 року. Керівник Уряду — Євген Марчук.
У відповідності зі статтею 116 Конституції України 20 квітня 1978 року (у редакції Закону України від 27 жовтня 1992 р. № 2734-XII) до складу Кабінету Міністрів України входили Прем'єр-міністр України, Перший віце-Прем'єр-міністр, віце-Прем'єр-міністри України, міністри, Міністр Кабінету Міністрів України, голови Служби безпеки України, Правління Національного банку України, Фонду державного майна України, Антимонопольного комітету України, Державного комітету у справах охорони державного кордону України та Державного митного комітету України.

## Склад Кабінету Міністрів
Після дати призначення або звільнення з посади членів Кабінету Міністрів стоїть номер відповідного Указу Президента України. Члени Кабінету Міністрів, дати звільнення з посади яких не вказані, що діяли на момент відставки уряду і були перепризначені на ці ж посади в новому складі Кабінету Міністрів.
Члени уряду розташовані у списку в хронологічному порядку за датою їх призначення або включення у склад уряду.
- Марчук Євген Кирилович — Прем'єр-міністр України (8 червня 1995 р., № 433/95 — 27 травня 1996 р., № 378/96)
- Завада Олександр Леонідович — Голова Антимонопольного комітету України (призначений Постановою Верховної Ради України від 1 жовтня 1992 р. № 2653-XII)
- Ющенко Віктор Андрійович — Голова Правління Національного банку України (призначений Постановою Верховної Ради України від 26 січня 1993 р. № 2930-XII)
- Дурдинець Василь Васильович — віцепрем'єр-міністр України з питань державної безпеки і надзвичайних ситуацій (3 липня 1995 р., № 511/95 — 18 червня 1996 року, № 439/96)
- Кінах Анатолій Кирилович — віцепрем'єр-міністр України з питань промислової політики (3 липня 1995 р., № 512/95 — 21 вересня 1996 р., № 863/96)
- Курас Іван Федорович — віцепрем'єр-міністр України з питань гуманітарної політики (з 3 липня 1995 р., № 513/95)
- Саблук Петро Трохимович — віцепрем'єр-міністр України з питань агропромислового комплексу (3 липня 1995 р., № 514/95 — 16 березня 1996 р., № 193/96)
- Шпек Роман Васильович — віцепрем'єр-міністр України з питань економіки (3 липня 1995 р., № 515/95 — 2 липня 1996 р., № 492/96)
- Борисенко  Микола Іванович — Міністр статистики України (3 липня 1995 р., № 516/95 — 8 серпня 1996 року, № 684/96)
- Германчук Петро Кузьмович — Міністр фінансів України (3 липня 1995 р., № 517/95 — 18 червня 1996 року, № 441/96)
- Гуреєв Василь Миколайович — Міністр економіки України (з 3 липня 1995 р., № 518/95)
- Данькевич  Іван Петрович — Міністр транспорту України (з 3 липня 1995 р., № 519/95)
- Єршов Аркадій Віталійович — Міністр соціального захисту населення України (3 липня 1995 р., № 520/95 — 8 серпня 1996 року, № 685/96)
- Згуровський  Михайло Захарович — Міністр освіти України (з 3 липня 1995 р., № 521/95)
- Короленко Євген Сергійович — Міністр охорони здоров'я України (3 липня 1995 р., № 522/95 — 13 липня 1996 р., № 558/96)
- Костенко  Юрій Іванович — Міністр охорони навколишнього природного середовища та ядерної безпеки України (з 3 липня 1995 р., № 523/95)
- Кравченко  Юрій Федорович — Міністр внутрішніх справ України (з 3 липня 1995 р., № 524/95)
- Мазур  Валерій Леонідович — Міністр промисловості України (з 3 липня 1995 р., № 525/95)
- Осика  Сергій Григорович — Міністр зовнішніх економічних зв'язків і торгівлі України (з 3 липня 1995 р., № 526/95)
- Полтавець Віктор Іванович — Міністр вугільної промисловості України (3 липня 1995 р., № 527/95 — 1 грудня 1995 р., № 1105/95)
- Пустовойтенко Валерій Павлович — Міністр Кабінету Міністрів України (з 3 липня 1995 р., № 528/95)
- Самоплавський  Валерій Іванович — Міністр лісового господарства України (з 3 липня 1995 р., № 529/95)
- Удовенко Геннадій Йосипович — Міністр закордонних справ України (з 3 липня 1995 р., № 530/95)
- Шведенко Микола Миколайович — Міністр рибного господарства України (з 3 липня 1995 р., № 531/95)
- Шеберстов Олексій Миколайович — Міністр енергетики та електрифікації України (3 липня 1995 р., № 532/95 — 13 червня 1996 року, № 423/96)
- Шмаров Валерій Миколайович — Міністр оборони України (3 липня 1995 р., № 533/95 — 8 липня 1996 р., № 520/96)
- Радченко Володимир Іванович — Голова Служби безпеки України (з 3 липня 1995 р., № 534/95)
- Єхануров Юрій Іванович — Голова Фонду державного майна України (з 3 липня 1995 р., № 535/95)
- Онуфрійчук Михайло Якович — Міністр України у справах преси та інформації (11 липня 1995 р., № 591/95 — Указом Президента України від 26 липня 1996 р. № 596/96 Міністерство України у справах преси та інформації скасовано)
- Деркач Леонід Васильович — Голова Державного митного комітету України (з 20 липня 1995 р., № 633/95)
- Євтухов Василь Іванович — віцепрем'єр-міністр України з питань паливно-енергетичного комплексу (26 липня 1995 р., № 664/95 — 8 липня 1996 р., № 521/96)
- Каскевич Михайло Григорович — Міністр праці України 26 липня 1995 р., № 665/95 — 8 серпня 1996 року, № 692/96)
- Пинзеник  Віктор Михайлович — віцепрем'єр-міністр України з питань економічної реформи (з 3 серпня 1995 р., № 691/95)
- Гайдуцький Павло Іванович — Міністр сільського господарства і продовольства України (3 серпня 1995 р., № 692/95 — 11 червня 1996 року, № 411/96)
- Єфремов  Валерій Павлович — Міністр зв'язку України (3 серпня 1995 р., № 693/95 — 8 серпня 1996 року, № 693/96)
- Малєв Валерій Іванович — Міністр машинобудування, військово-промислового комплексу і конверсії України (з 3 серпня 1995 р., № 694/95)
- Банних Віктор Іванович — Голова Державного комітету у справах охорони державного кордону України — Командувач Прикордонними військами України (з 3 серпня 1995 р., № 696/95)
- Лазаренко Павло Іванович — Перший віцепрем'єр-міністр України (5 вересня 1995 р., № 818/95 — 28 травня 1996 р., № 382/96)
- Остапенко  Дмитро Іванович — Міністр культури і мистецтв України (з 26 вересня 1995 р., № 883/95)
- Головатий  Сергій Петрович — Міністр юстиції України (з 27 вересня 1995 р., № 886/95)
- Борзов  Валерій Пилипович — Міністр України у справах молоді і спорту (10 жовтня 1995 р., № 935/95 — 20 серпня 1996 р., № 716/96)
- Поляков  Сергій Васильович — Міністр вугільної промисловості України (з 1 грудня 1995 р., № 1106/95)
- Євтух  Володимир Борисович — Міністр України у справах національностей та міграції (26 грудня 1995 р., № 1177/95 — Указом Президента України від 26 липня 1996 р. № 596/96 Міністерство України у справах національностей та міграції скасовано)
- Холоша Володимир Іванович — Міністр України по справах захисту населення від наслідків аварії на Чорнобильській АЕС (5 січня 1996 р., № 27/96 — Указом Президента України від 26 липня 1996 р. № 596/96 Міністерство України у справах захисту населення від наслідків аварії на Чорнобильській АЕС скасовано)
- Ємець  Олександр Іванович — віцепрем'єр-міністр України з політико-правових питань (29 березня 1996 р., № 222/96 — 14 серпня 1996 р., № 699/96)
- Зубець  Михайло Васильович — віцепрем'єр-міністр України з питань агропромислового комплексу (з 29 березня 1996 р., № 223/96)